# Blazing Love
Blazing Love er en amerikansk stumfilm fra 1916 af Kenean Buel.

## Medvirkende
- Frank Burbeck som Morgan Delafield.
- Mattie Ferguson som Mammy.
- Frank Goldsmith som Russell Barridan.
- Louise Huff som Jeanne Clark.
- John Merkyl som Stephen Bond.